# Рицарски орден
Рицарските ордени са военно-религиозни организации, възникнали в периода на Кръстоносните походи и просъществували до края на Средновековието. Рицарските ордени обединяват, възхваляват и пропагандират рицарските добродетели на честта.
Рицарски орден с отношение към историята на България е ордена на Дракона. Сред по-известните рицарски ордени са, Орденът на тамплиерите, Тевтонският орден и Орденът на Йоанитите от остров Родос.
Рицарски ордени могат да бъдат още монашеските ордени, братските ордени и носителите на почетни рицарски титли и медали, като Железен кръст, Рицарски кръст, ордена на почетния легион. Всички те изобразяват в себе си символиката на християнството - животворящия кръст.
Рицарските ордени са свързани с християнската цивилизация през средновековието, а в Новото време с Европейската цивилизация.
|  | Тази страница частично или изцяло представлява превод на страницата „Рыцарские ордена“ в Уикипедия на руски. Оригиналният текст, както и този превод, са защитени от Лиценза „Криейтив Комънс – Признание – Споделяне на споделеното“, а за съдържание, създадено преди юни 2009 година – от Лиценза за свободна документация на ГНУ. Прегледайте историята на редакциите на оригиналната страница, както и на преводната страница, за да видите списъка на съавторите. ВАЖНО: Този шаблон се отнася единствено до авторските права върху съдържанието на статията. Добавянето му не отменя изискването да се посочват конкретни източници на твърденията, които да бъдат благонадеждни. |